# Limnophora sagessa
Limnophora sagessa är en tvåvingeart som beskrevs av Shinonaga 2005. Limnophora sagessa ingår i släktet Limnophora och familjen husflugor. Inga underarter finns listade i Catalogue of Life.